# Ercheia latistriga
Ercheia latistriga är en fjärilsart som beskrevs av Louis Beethoven Prout 1919. Ercheia latistriga ingår i släktet Ercheia och familjen nattflyn. Inga underarter finns listade i Catalogue of Life.